# James Hind
James Hind, parfois appelé John Hind, baptisé en 1616 et mort le 24 septembre 1652, était un bandit de grand chemin et un agitateur royaliste du XVIIe siècle lors de la Première révolution anglaise.

## Biographie
Originaire de Chipping Norton, Oxfordshire, fils d'un riche sellier, il reçoit une bonne éducation et aurait été mis en apprentissage chez un boucher (mais cet élément de sa biographie n'est pas certain) ; comme celui-ci le rabaisse et le frappe, il part pour Londres et fait la connaissance d'Allen, un brigand notoire qui l'initie au métier. Hind est pour un temps soldat dans une unité royaliste avant l'arrivée au pouvoir de Cromwell. Fidèle aux Stuart, il décide de continuer à soutenir la cause royaliste par le brigandage, s'étant juré de faire payer les « régicides ». Selon certains rapports, il aurait prêté main-forte à la fuite du roi Charles II après sa défaite à la bataille de Worcester. Dans ses brigandages, il cible les Têtes-Rondes : ses exploits, à la fois réels et embellis, sont alors publiés dans de nombreux pamphlets qui font de lui un héros royaliste populaire à la Robin des Bois, une image valorisante reflétée également par ses biographes des siècles suivants.
Son complice Thomas Allen est capturé alors qu'ils tentent sans succès de détrousser Oliver Cromwell. Hind s'en est aussi pris à John Bradshaw, président de la Haute Cour de justice pour le procès du roi Charles Ier, ainsi qu'au prédicateur Hugh Peter et au général Thomas Harrison.
C'est sous le Protectorat qu'il est finalement capturé lorsqu'un de ses associés le dénonce aux autorités. Son procès se tient le 12 décembre 1651. En raison de sa loyauté royaliste assumée, il est accusé de trahison plutôt que de vol, et est pendu, traîné jusqu'à la potence et équarri le 24 septembre 1652 à Worcester,. Il proclame le jour de son exécution qu'il n'a pas trahi car il n'a que soutenu le vrai souverain Charles Ier ; après sa mort, sa tête est exhibée au public sur un pic placé à la porte du pont qui franchit la Severn,.
Il est l'objet de 16 pamphlets détaillant ses exploits, et d'une biographie, The English Gusman, de George Fidge (Londres, 1652), ainsi intitulée en référence au roman picaresque Guzmán de Alfarache.